# La Llagonne
La Llagonne (catalansk: La Llaguna) er en by og kommune i departementet Pyrénées-Orientales i Sydfrankrig.

## Geografi
La Llagonne ligger 83 km vest for Perpignan. Nærmeste by er mod syd Mont-Louis (4 km).

## Demografi

### Udvikling i folketal
| 1962                                                              | 1968 | 1975 | 1982 | 1990 | 1999 | 2007 | 2014 | 2017 |
| ----------------------------------------------------------------- | ---- | ---- | ---- | ---- | ---- | ---- | ---- | ---- |
| 171                                                               | 164  | 138  | 214  | 243  | 263  | 274  | 230  | 219  |
| Tal fra og med 1962 er uden dobbelttælling (sans doubles comptes) |      |      |      |      |      |      |      |      |